# ショートカットキー一覧
この一覧は、Microsoft WindowsやMacOS等で一般的に使われるショートカットキーを一覧にしたものである。
ほとんどのキーボードショートカットは、1つのキーまたは一連のキーを順番に押す必要がある。その他のキーボードショートカットは、複数のキーを同時に押し続ける必要がある（以下の表では、「+」記号で示されている）。キーボードショートカットは、キーボードレイアウトによって異なる場合がある。

## Windows

### Windowsの標準機能

#### Ctrl系統
- Ctrl+X 切り取り（カット）
- Ctrl+C コピー
- Ctrl+V 貼り付け（ペースト）
- Ctrl+I ブックマーク（お気に入り）の呼び出し
- Ctrl+H ブラウザの閲覧履歴の呼び出し・置換え
- Ctrl+D ブックマーク（お気に入り）に追加
- Ctrl+A 全て選択
- Ctrl+F 検索
- Ctrl+P 印刷
- Ctrl+S 保存
- Ctrl+Z 元に戻す（アンドゥ）
- Ctrl+Y やり直す（リードゥ）
- Ctrl+⎀ Insert コピー

　※⇧ Shift+⎀ Insert 貼り付け（ペースト）
- Ctrl+Esc スタートメニューを開く
- Ctrl+⇧ Shift+Esc タスクマネージャを開く（NT系列のみ）
- Ctrl+⎇ Alt+Delete 「プログラムの強制終了」を表示（9x系列のみ）、タスクマネージャまたは「Windowsのセキュリティ」を表示（NT系列のみ）

#### Alt系統
- ⎇ Alt+⭾ Tab アクティブウインドウの切り替え
- ⎇ Alt+F4 アプリケーションの終了
- ⎇ Alt+⎙ PrintScreen アクティブウィンドウのスクリーンショットをクリップボードに入れる

　※⎙ PrintScreen Snipping Toolの呼び出し
　※F5 最新の情報に更新（リロード）する

#### Windowsキー系統
- Windowsキー スタートメニューを開く
- Windowsキー+V コピー履歴の呼び出し
- Windowsキー+E エクスプローラーを開く
- Windowsキー+L コンピュータのロック、ユーザー切り替え
- Windowsキー+M 全てのウインドウを最小化する
- Windowsキー+R ファイル名を指定して実行
- Windowsキー+I Windowsの設定を開く
- Windowsキー+D デスクトップを表示
- Windowsキー+⭾ Tab 3Dビュー (Windows Vista, Windows 7)
- Windowsキー+1 or 2 or 3 or 4 or 5 or 6 or 7 or 8 or 9 or 0 クイック起動などのソフトの起動 (Windows Vista, Windows 7)
- Windowsキー+G ガジェットを前面に表示 (Windows 7)
- Windowsキー+↑ ウィンドウを最大化 (Windows 7以降)
- Windowsキー+↓ ウィンドウを最小化 (Windows 7以降)
- Windowsキー+← ウィンドウを左に寄せて表示 (Windows 7以降)
- Windowsキー+→ ウィンドウを右に寄せて表示 (Windows 7以降)
- Windowsキー+⇧ Shift+↑ ウィンドウを縦最大化 (Windows 7)
- Windowsキー+⇧ Shift+← or → ウィンドウをスクリーン移動 (Windows 7以降)
- Windowsキー+⎇ Alt+1 or 2 or 3 or 4 or 5 or 6 or 7 or 8 or 9 ジャンプリストの起動 (Windows 7)
- Windowsキー+⎙ PrintScreen 画面全体のスクリーンショットを直接保存(Windows 8以降)

　※⇧ Shift+Delete 直接削除（ゴミ箱に残らない）
- Windowsキー+⇧ Shift+S 画面の範囲を選択してスクリーンショットをクリップボードに保存(Windows 10以降)
- Windowsキー+Ctrl+D 新しい仮想デスクトップ(Windows 10以降)
- Windowsキー+Ctrl+F4 仮想デスクトップの削除(Windows 10以降)
- Windowsキー+Ctrl+←、Windowsキー+Ctrl+→ 仮想デスクトップ間の移動(Windows 10以降)
- Windowsキー+Ctrl+C カラー フィルターをオンまたはオフにする(Windows 10以降)
- Ctrl+. 絵文字関連の情報を表示

### Internet Explorer10-11（Microsoft Edge1.0）の機能
- ⌫ Backspace 前のページに戻る
- ⇧ Shift+⌫ Backspace 進む
- ⎇ Alt+← 前のページに戻る
- ⎇ Alt+→ 進む
- F5 更新
- ⎇ Alt+⏎ Enter or F11 全画面表示
- ⎇ Alt+⭶ Home ホームページに移動
- Shif+Space 上へ大きくスクロール
- Ctrl+A ページ内全選択
- Ctrl+B ｢お気に入りの整理」を開く
- Ctrl+D ｢お気に入りに追加」を開く
- Ctrl+E アドレスバーにカーソル移動
- Ctrl+F ページ内検索条件入力表示＆カーソル移動
- Ctrl+H 履歴バー表示（History）
- Ctrl+I お気に入りバー表示
- Ctrl+J ｢ダウンロード履歴｣を表示
- Ctrl+K 新しいTABを開く
- Ctrl+L アドレスバー内全選択
- Ctrl+N 新しいウインドウを開く
- Ctrl+O URLを開く
- Ctrl+O ｢ファイルを開く」を表示（Internet Explorer10以降）
- Ctrl+P 印刷画面を開く
- Ctrl+R 更新（Renew）
- Ctrl+S Webページの保存
- Ctrl+T 新しいタブを開く（Internet Explorer7以降）
- Ctrl+U Webページのソースコードを表示
- Ctrl+W アクティブウインドウを閉じる
- Ctrl+⇧ Shift+P InPrivateブラウズでウインドウを開く

### Windows Media Playerの機能
- Ctrl+B 前の曲へ戻る
- Ctrl+F 次の曲へ進む
- Ctrl+H ランダム再生のON/OFF
- Ctrl+P 再生/一時停止
- Ctrl+S 停止
- ⎇ Alt+⏎ Enter 全画面表示

## macOS

### macOSの標準機能
- ⌘ Cmd+X 切り取り・カット
- ⌘ Cmd+C コピー
- ⌘ Cmd+V 貼り付け・ペースト
- ⌘ Cmd+I 情報を見る
- ⌘ Cmd+J 表示オプションを表示
- ⌘ Cmd+E メディアの取り出し
- ⌘ Cmd+H 現在アクティブのアプリケーションを隠す
- ⌘ Cmd+D 複製
- ⌘ Cmd+A 全て選択
- ⌘ Cmd+F 検索
- ⌘ Cmd+O 開く
- ⌘ Cmd+Q アプリケーションの終了
- ⌘ Cmd+W ウィンドウを閉じる
- ⌘ Cmd+M 最小化
- ⌘ Cmd+P 印刷
- ⌘ Cmd+Z 元に戻す
- ⌘ Cmd+⇧ Shift+N 新規フォルダを作成
- ⌘ Cmd+delete ゴミ箱に移動
- ⌘Cmd+Space Spotlightの呼び出し
- ⌥ Option+⭾ Tab アクティブウインドウの切り替え
- ⌘ Cmd++ 拡大
- ⌘ Cmd+- 縮小
- ⌘ Cmd+⇧ Shift+3 スクリーンショットを撮影
- ⌘ Cmd+⇧ Shift+4 スクリーンの一部を選択して撮影

### Safariの標準機能
- Delete 前のページに戻る
- ⇧ Shift+Delete 進む
- ⌘ Cmd+N 新しいウインドウを開く
- ⌘ Cmd+O URLを開く
- ⌘ Cmd+L  場所を開く（URL入力）
- ⌘ Cmd+D ブックマークをつける
- ⌘ Cmd+R 更新・再読み込み
- ⌘ Cmd+T 新規タブを開く
- ⌘ Cmd+F ページ内検索
- ⌘ Cmd+[ 前のページに戻る
- ⌘ Cmd+] 次のページに進む

### ミュージック(旧iTunes)の標準機能
- ⌘ Cmd+← 前の曲へ戻る
- ⌘ Cmd+→ 次の曲へ進む
- Space 再生/一時停止

## ChromeBook

### ChromeOS標準の機能
- 🔍Search アプリ、ファイル及びアカウントに関連付けられているクラウドストレージの中から適切なファイルを検索。
- (Ctrl+⇧ Shift+q)x2 ログアウト
- ウインドー表示 別の仮想デスクトップに移動
- ウインドー表示+Ctrl スクリーンショートを撮影
- ウインドー表示+⇧ Shift+Ctrl スクリーンショートの一部を撮影
- Ctrl+⎇ Alt+/ キーボードのヘルプ
- Ctrl+X 切り取り・カット
- Ctrl+C コピー
- Ctrl+F 画面内検索
- Ctrl+V 貼り付け・ペースト
- 🔍Search+A Googleアシスタントを呼ぶ
- ⎇ Alt+⭾ Tab+→ or ← 目的のウインドーに切り替え
- 🔇ミュート+🔉音量を下げる ミュートにした上で次に音声を大きくしたときに最小から開始
- 🔇ミュート+🔊音量を上げる 現在の音量から開始
- ⎇ Alt+- 最小化
- ⎇ Alt+^ 最大化/元の大きさに戻す
- ⎇ Alt+1~9 キーを押した番号目のシェルフのアプリに移動なければ起動(ただし9は10個以上あると最後のタブを表示)
- ⎇ Alt+@ ウインドーの左寄せ。
- ⎇ Alt+[ ウインドーの右寄せ。
- 🔍Search+esc タスクマネージャーの表示
- ⇧ Shift+上下左右 文字の範囲選択。(コピー&ペーストのショートカットを併用すると便利)
- 🔍Search+V クリップボードから貼り付け
- 🔍Search+@ （音声フィードバックを無効にした場合）前のデスクトップに移動
- 🔍Search+「 （音声フィードバックを無効にした場合）次のデスクトップに移動
- ctrl+⎇ Alt+z 音声フィードバックを有効または無効
- Ctrl+. 絵文字関連の情報を表示
- 🔒lock 長押しで画面をロック
- デスク デスクトップの一覧表示
- Ctrl+A すべての内容をコピー前表示

### Google Chromeの機能
- Ctrl+W タブを消す
- Ctrl+N 新しいウインドウを開く
- ⇧ Shift+Ctrl+N 新しいプライベートウインドウを開く
- ⇧ Shift+Ctrl+W 今のウインドウを閉じる
- ⇧ Shift+Ctrl+T 最後に閉じたウインドウ又はタブを開く
- Ctrl+T 新しいタブを開く
- Ctrl+O ファイルを開く
- Ctrl+L URL欄に記入
- Ctrl+p pdfプリント
- Ctrl+1~9 キーを押した番号目のタブに移動(ただし9は10個以上あると最後のタブを表示)
- ⎇ Alt+e メニューを表示
- Ctrl+Ctrl+T コマンドプロンプト？を開く
- Ctrl+🔍Search+h 画面の色を反転させる

### YouTube Musicの機能
- ⇧ Shift+← 10秒戻る
- ⇧ Shift+→ 10秒進む
- ； 再生/一時停止
- Space  再生/一時停止
- s ランダムに入れ替え

## KDE

### システム
- ⎇ Alt+⭾ Tab ウィンドウを巡回
- Ctrl+⭾ Tab デスクトップリストを巡回
- ⎇ Alt+F1 アプリケーション起動メニューを表示
- ⎇ Alt+F2 コマンドを実行
- ⎇ Alt+F3 ウィンドウ操作メニュー
- ⎇ Alt+F4 ウィンドウを閉じる
- ⎇ Alt+⎙ PrintScreen ウィンドウのスクリーンショット
- Ctrl+Escape タスクマネージャを表示

### アプリケーション

#### ナビゲーション
- ⎇ Alt+左 or Back 戻る
- ⎇ Alt+右 or Forward 進む
- ⎇ Alt+上 上
- Ctrl+⭶ Home or HomePage ホーム
- Ctrl+B ブックマークに追加
- Ctrl+⇧ Shift+F フルスクリーンモード
- Ctrl+右 前の単語
- Ctrl+左 後ろの単語
- ⭶ Home 行頭
- ⭸ End 行末
- Ctrl+. or Ctrl+] 次のタブをアクティブに
- Ctrl+, or Ctrl+[ 前のタブをアクティブに
- F5 or Refresh 再読み込み
- Ctrl++ 拡大
- Ctrl+- 縮小

#### ファイル
- Ctrl+N 新規
- Ctrl+O 開く
- Ctrl+S 保存
- Ctrl+P 印刷
- Ctrl+W 閉じる
- Ctrl+Q 終了

#### 編集
- Ctrl+Z 元に戻す
- Ctrl+⇧ Shift+Z やり直す
- Ctrl+X or ⇧ Shift+Delete 切り取り
- Ctrl+C or Ctrl+⎀ Insert コピー
- Ctrl+V or ⇧ Shift+⎀ Insert 貼り付け
- Ctrl+A すべて選択
- Ctrl+F 検索

#### ヘルプ
- F1 ヘルプ